# Karamüezzinler, Karasu
Karamüezzinler là một xã thuộc huyện Karasu, tỉnh Sakarya, Thổ Nhĩ Kỳ. Dân số thời điểm năm 2008 là 223 người.